# Schmelzoberhäutchen
Das Schmelzoberhäutchen (SOH) oder Zahnoberhäutchen (lat.: Cuticula dentis, Cuticula dentalis, auch Nasmyth-Membran; engl.: enamel cuticle, dental cuticle, Nasmyth’s Membrane) ist ein dünnes, hornartiges Häutchen, das sich an der Oberfläche des gesunden Zahnes befindet. Das Schmelzoberhäutchen besteht aus organischem Material und ist nicht mineralisiert. Es ist benannt nach Alexander Nasmyth (1789–1848), einem britischen Anatom und Hof-Zahnarzt.

## Primäres und sekundäres Schmelzoberhäutchen
Das primäre Schmelzoberhäutchen entsteht aus den untergegangenen Adamantoblasten und bildet eine funktionelle Einheit mit dem sekundären Schmelzoberhäutchen, das im Rahmen der Odontogenese aus den Resten des äußeren Schmelzepithels entsteht.
Die Mineralisation der Milchzähne beginnt bereits im Uterus und dauert bis zum Ende des ersten Lebensjahres an.

## Tertiäres Schmelzoberhäutchen
Als tertiäres Schmelzoberhäutchen (Pellikel) wird ein erworbener exogener filmartiger Niederschlag auf der Zahnoberfläche bezeichnet. Dieser ist farblos und hat eine Dicke von etwa 0,5 bis 1 µm. Die Pellikel ist semipermeabel. Durch ihre Eigenladung gehen die Pellikel eine elektrostatische Bindung mit den Kalzium- und Phosphatgruppen des Apatits ein, wodurch die Pellikel stark an der Schmelzoberfläche haften. Sie können beispielsweise durch Zähneputzen nicht entfernt werden.
Das Schmelzoberhäutchen bildet dabei eine protektive (schützende) Funktion. Durch Anheftung des Saumepithels wird bei der Eruption (Durchbruch) der Zähne die Geschlossenheit des Deckgewebes gewährleistet. An mechanisch exponierten Zahnbereichen geht das histogene Schmelzoberhäutchen sehr bald durch Abrieb verloren und wird durch das tertiäre, exogene Schmelzoberhäutchen ersetzt. In den Fissuren und im Bereich des Verbindungsepithels bleibt das histogene Schmelzoberhäutchen sehr lange erhalten.